# 柏原理子
柏原 理子（かしわばら みちこ、1991年3月14日 - ）は長野県白馬村出身の元クロスカントリースキー選手である。兄はクロスカントリースキー選手の柏原暢仁。

## 人物
- 長野県飯山南高等学校・早稲田大学卒業。
- 2009年に高校在学中、ノルディックスキー世界選手権に出場[3]、20kmリレーで7位に貢献した[1]。大学入学後の5月に脱臼癖のある右肩を手術、8月までにリハビリに専念した[1]。
- 2010年1月にバンクーバーオリンピック日本代表に内定。ノルディック勢は最年少となった[1]。結果は女子10㎞で61位[4]、4×5kmリレーでは8位となった[5]。
- 大学卒業後の2013年4月に名古屋市にある中日本ハイウェイエンジニアリング名古屋に入社[6]。2014年のソチオリンピックを目標に目指したが、2013年12月8日にリレハンメルで行われたワールドカップでは15位に終わり、派遣標準突破ならずに絶望となった[7]。
- 2015年2月の群馬国体の準優勝後に引退。3月には当時のクロスカントリースキーで現在はマウンテンバイククロスカントリー選手恩田祐一と婚姻届を提出[8]。2016年12月6日に第一子が誕生した[9]。
- 2019年4月6日の長野朝日放送の情報番組「駅前テレビ」のコーナー「三四六のあの人に会いたい」に出演した[10]。